# Matupi
Matupi (appelée aussi île Henderson) était une île de la baie Blanche au nord-est de la péninsule de Gazelle dans l'archipel Bismarck, en Papouasie-Nouvelle-Guinée. Elle est devenue une péninsule à cause des éruptions volcaniques récentes.

## Histoire
Matupi était un comptoir, à partir du 4 novembre 1884, de l'archipel Bismarck qui appartenait alors à la Nouvelle-Guinée allemande, partie de l'Empire colonial allemand en Micronésie. La compagnie hanséatique de Johann Cesar Godeffroy (1813-1885) s'y est implantée en 1872, puis la compagnie Hernsheim, ainsi que des missionnaires méthodistes.